# Chlorogomphus iriomotensis
Chlorogomphus iriomotensis là một loài chuồn chuồn ngô thuộc họ Cordulegastridae. Nó là loài đặc hữu của Nhật Bản.